# یواس‌اس جان دی هنلی (دی‌دی-۵۵۳)
یواس‌اس جان دی هنلی (دی‌دی-۵۵۳) (به انگلیسی: USS John D. Henley (DD-553)) یک کشتی بود که طول آن 376 ft 6 in (114.7 m) بود. این کشتی در سال ۱۹۴۲ ساخته شد.